# Фріц Штробль
Фріц Штробль  (нім. Fritz Strobl; нар. 24 серпня 1972) — австрійський гірськолижник, олімпійський чемпіон.

## Виступи на Олімпіадах
| Олімпіада           | Дисципліна              | Місце |
| ------------------- | ----------------------- | ----- |
| Нагано 1998         | швидкісний спуск        | 11    |
| Солт-Лейк-Сіті 2002 | швидкісний спуск        | 1     |
| Солт-Лейк-Сіті 2002 | супергігантський слалом | 4     |
| Турин 2006          | швидкісний спуск        | 8     |